# Eubordeta miranda
Eubordeta miranda là một loài bướm đêm trong họ Geometridae.